# SAR-Klasse NG 10
Die Fahrzeuge der Klasse NG 10 der South African Railways (SAR) waren Schlepptender-Dampflokomotiven mit der Achsfolge 2'C1' (Pacific) für 610-mm-Schmalspur (NG steht für Narrow Gauge). Die Maschinen wurden Ende 1916 auf der Avontuur Railway eingeführt, wo sie auch den größten Teil ihrer Einsatzzeit verbrachten.

## Geschichte
Sechs Exemplare wurden 1916 von Baldwin geliefert – britische Hersteller waren während des Ersten Weltkriegs nicht dazu in der Lage. 
Die Maschinen waren die bis dahin größten für südafrikanische Schmalspurstrecken gebauten Lokomotiven und lösten den Typ A als leistungsfähigste Lokomotiven der Bahn ab. Wegen der Betriebsnummern NG 61 bis NG 66 waren sie beim Personal als Sixties bekannt. Die Klassenbezeichnung NG 10 erhielten sie, wie alle SAR-Schmalspurlokomotiven, erst in der zweiten Hälfte der 1920er Jahre. 
Stationiert waren die Lokomotiven überwiegend in Loerie und Humansdorp. Von dort aus bedienten sie unter anderem die Zweigstrecke nach Patensie. Dort konnten sie sich auch nach dem Erscheinen der Garratts der Klasse NGG 13 noch eine Weile halten, weil die Garratts zu schwer für diese Strecke waren.
1948 wurden die Lokomotiven Nr. NG 63 und 64 nach Südwestafrika verlegt, wo sie für Rangieraufgaben eingesetzt wurden. Die übrigen Maschinen verrichteten zunehmend gleichartige Dienste in Port Elizabeth. Bis 1962 waren alle ausgemustert – durch den Umbau der südwestafrikanischen Strecken auf Kapspur und die damit freiwerdenden Lokomotiven der Klasse NG 15 waren sie überflüssig geworden. 

## Technik
Wie die Maschinen des Typs B und der darauf basierenden Klasse NG 9 waren die NG 10 rein amerikanische Konstruktionen mit außenliegendem Barrenrahmen, oberhalb der Zylinder angeordneten Flachschiebern, geräumigem Führerhaus und vierachsigem Tender. Der Stehkessel war in der Bauart Belpaire ausgeführt; die Steuerung entsprach der Bauart Walschaerts/Heusinger.
Die engen Kurven auf der Avontuur Railway – teilweise betrug der Radius nur 2,5 ch (etwa 50 m) – erlaubten keine vierfach gekuppelten Lokomotiven, so dass die für Schmalspur-Schlepptenderlokomotiven seltene Achsfolge 2'C1' gewählt wurde. Die Schleppachse ermöglichte gegenüber den 2'C-Lokomotiven der Typen B und NG 9 eine deutlich größere Rostfläche und verbesserte die Laufeigenschaften bei Rückwärtsfahrt. Da man den Durchmesser der Kuppelräder von 813 auf 914 mm vergrößert hatte, konnte die zulässige Höchstgeschwindigkeit auf 25 mph (40 km/h) erhöht werden. 

## EPCC Nr. 2
1930 beschaffte die Eastern Province Cement Company (EPCC) von Baldwin eine der Klasse NG 10 entsprechende Lokomotive zur Beförderung von Kalksteinzügen auf der etwa 19 km langen Strecke zwischen dem Bahnhof Chelsea an der Avontuur Railway und dem Zementwerk. Die Maschine erhielt die Nummer 2 (Nummer 1 war eine von der SAR gebraucht gekaufte Maschine des Typs B). Mit zwei Sanddomen auf dem Kessel wirkte die Lokomotive noch „amerikanischer“ als die Exemplare der SAR, bei denen die Sandkästen auf dem Umlauf angeordnet waren, der auch etwas tiefer angebracht war. Nach einem Unfall im Jahr 1974, bei dem sie sich ohne Fahrer in Bewegung gesetzt hatte und nach einigen Kilometern entgleist war, wurde die Maschine als wirtschaftlicher Totalschaden abgeschrieben.

## Verbleib
Eine NG 10 der SAR sowie die EPCC-Lokomotive (siehe Abbildung) sind erhalten geblieben.
Nr. NG 61 wurde nach der Ausmusterung äußerlich instand gesetzt und in einem Museum am Bahnhof Humewood Road in Port Elizabeth ausgestellt. Nach der Schließung des Museums wurde die mittlerweile stark korrodierte Maschine eingelagert und schließlich in die Obhut des Sandstone Heritage Trust übergeben. Derzeit erscheint es möglich, dass sie nach einer weiteren Restaurierung im Eisenbahnmuseum von George ausgestellt wird. Die Wiederherstellung der Betriebsfähigkeit ist wegen des dafür erforderlichen neuen Kessels vorerst nicht möglich.
EPCC Nr. 2 wurde nach der Ausmusterung zum Schrottwert verkauft und gelangte nach Großbritannien, wo sie nach längerer Einlagerung restauriert wurde. Sie ist heute auf der Brecon County Railway in Wales mit Touristenzügen im regelmäßigen Einsatz.